# 최씨정권
최씨정권(崔氏政權)은 명종 26년인 1196년에 최씨정변으로 생긴 정권이다. 집권자는 우봉 최씨(牛峰崔氏) 최충헌, 최우, 최항, 최의로서 62년간 지속되었다.

## 최충헌 정권

### 계기 및 정권 수립
당시 집권자 이의민은 이지순과 이지영, 그리고 이지광이라는 아들을 두고 있었는데 이 3형제는 유부녀를 훔치거나 백성의 재산을 약탈하는 악행을 일삼았다. 어느 날, 이지영의 하인이 최충수의 집비둘기를 훔치자 최충수는 보상을 요구했다. 그러나 밧줄에 묶은 후 볼기까지 때리면서 동부녹사를 희롱한 혐의를 숨기고, 이틀 간 유폐했다. 빠져나온 최충수는 형인 최충헌에게 사정을 토로하고, 이에 분을 참지 못한 최충헌은 때를 기다리다가 고려 명종이 보제사로 놀러 가고 이의민이 미타산 별장에 남았다라는 보고를 받았다. 그리고 최충헌 일파는 이의민과 그의 부하 및 3형제를 모두 죽이고 백존유와 한휴에게 협조를 요청하고, 봄놀이를 하던 명종을 소환하여 정권을 잡았다. 

### 최충헌 형제의 전투
최충헌이 집권하자, 최충수는 신종 원년에 태자비를 내쫓으라고 고했다. 신종은 할 수 없이 태자비를 쫓고, 최충수의 딸과 혼인했다. 최충헌은 이를 알고 이의방의 태자비 사건을 생각하여 말렸으나, 최충수는 끝까지 이를 주장했다. 어머니까지 나서서 이를 말렸으나, 화가 난 최충수는 어머니를 밀쳐버리고 폭행까지 하는 등의 악행을 저질렀다. 최충헌은 이 보고를 받고 불효의 명목으로 군사를 이끌고 최충수에게 쳐들어 갔다. 둘은 밀고 밀리는 싸움을 했으나, 최충수가 패하여 파주까지 달아났으나 최충헌에게 잡혀 죽으면서 전투는 막을 내렸다. 

### 민란과 만적의 난
최충헌은 권력을 독점하고, 여러 민란이 일어났으나 모두 진압되었다. 이 중 최충헌의 노비 만적은 개경에서 나무를 하다가 미조이•연복•성복•소삼•효삼과 난을 도모했다. 그들의 계획은 다음과 같다. 
- 흥국사(개성)에 모인 후 궁으로 잠입해 소란을 일으키면서, 자연스럽게 같은 상황의 관노와 내시들을 같은 편으로 만든다.
- 그 후 관노와 내시의 각각 군사와 연합을 맺어 5만의 대군을 형성하고, 최충헌을 시해한다.
- 뒤에 모두 흩어져 자신의 집으로 돌아와서 각각 자신의 주인을 살해한다.
- 다시 흥국사에 모여 종 문서를 태우고 권력을 잡는다.

이렇게 하여 다음 날 흥국사로 집합했으나, 계획했던 1만은커녕 1천도 되지 않자 거사일을 하는 수 없이 연기한다. 이때 한충유의 노비 순정은, 실패할 것이 두려워 한충유에게 사실을 털어 놓는다. 한충유는 급히 최충헌에게 달려가 이를 알렸고, 최충헌은 반란군을 사전에 포획하여 강에 빠트려 죽인다.

### 최충헌 시해 계획
희종 원년엔 이광실이, 희종 5년인 1209년에는 청교역리의 3명이 최충헌을 죽이기 위해 모의했으나 모두 사전에 발각됐다. 최충헌은 신변을 보호하기 위해 교정 도감을 설치하고, 고려의 모든 업무를 맡게 했다. 희종 7년에 내시 왕준명이 주모가 되어 우승경•홍적•왕익 등과 함께 희종의 허락을 받고 계획을 짰다. 그 해 12월 최충헌이 옥새를 찾자, 희종은 옥새를 가지러 간다면서 나오지 않았다. 그 후 무사와 승려 각각 10명이 최충헌의 부하를 죽인 후 최충헌을 죽이려 했고, 희종의 방으로 피신을 하려 했으나 열어 줄 리가 없었다. 그러나, 최충헌은 지주사 다락에 숨어 화를 면하고 김약진이 와서 그를 구했다. 결국 최충헌 시해 계획은 모두 무너졌다. 

### 최충헌의 황금기
최충헌 시해 계획이 막을 내리자, 최충헌은 병약한 왕족 한남공을 강종으로 즉위시킨다. 그리고 최충헌은 더욱 위세가 하늘을 찌를 듯하며, 관군보다도 더 강한 사병을 가지고 궁궐보다 더 큰 대저택에서 호강했다. 강종은 후에 재위 1년 8개월 만에 병들고, 아들인 고종에게 왕위를 물려준다.

### 거란의 침입
고종 무렵에 중국 북방에서 테무친이 몽골을 통일하고 칭기즈 칸의 즉위가 이루어지고, 금나라의 국력을 약화시켰다. 그러자 거란은 후요(대요수국)를 건국하지만, 몽골의 침략으로 요동의 근거지를 버리고 압록강 쪽에 밀집하게 되었다. 거란은 이렇게 하여 의주와 삭주를 휩쓸며 약탈을 일삼았다. 최충헌은 수수방관하여, 백성들은 모두 정처 없는 피난을 떠나야만 했다. 이때 압록강에서 살아 고리짝을 만드는 양수척이라는 천민들이 있었고, 자운선이라는 처녀 덕에 세금까지 내면서 고난을 면치 못했다. 이 곳에 거란이 침입하자, 양수척들은 개경으로 가는 길과 각각의 성에 각각의 군사 수를 알려주면서 앞잡이 노릇을 했다. 이렇게 거란군은 물밀듯이 쳐들어 왔고, 보고를 받은 최충헌은 상장군 노원순을 중군 병마사로 하고 같은 상장군 오응부는 우군 병마사로 하며 대장군 김취려를 후군 병마사로 임명했다. 다행히 김취려의 활약으로 거란군을 몰아냈다. 그러나, 여진과 합동하여 쳐들어 왔다. 김취려와 조충의 고려군에 밀린 거란군은 강동성으로 도주했고 이 상황에서 몽골가 도와주겠다며 협조하려 했다. 그리하여 고종 6년(서기 1219년)에 몽골군과 함께 거란의 항복을 받았다. 그 해 9월 최충헌은 병으로 세상을 떠난다. 몽골군의 협조는 후에 원의 지배로 이어진다.

## 최우 정권

### 최우의 선심
최우는 민심을 생각하여, 최충헌이 불법으로 약탈한 논•밭•노비 등을 모두 돌려주고 최충헌이 소유한 국보를 고종에게 바치는 등의 선심을 베풀었다. 또한, 무신들의 정권을 약화시키기 위해 문신들을 많이 등용하는 등 나라의 기강을 잡기 위해 애썼다. 사실 목적은 권력을 오래 유지하기 위한 것으로 보인다.

### 여몽의 형제지국 조약
거란이 물러가자, 몽골은 그것을 빌미로 고려와 화친하려 한다. 이렇게 형제지국의 조약을 맺자 지나친 조공을 요구하고 지배의 그림자가 드리워진다.

#### 여진과 거란의 협조
지배를 직접적으로 받자, 같은 처지의 여진과 거란이 도와주려 했으나 고종은 전쟁을 원치 않아 그것을 받아들이지 않고 그들의 미움을 사게 된다.

#### 저고여 피살 사건
여진은 이에 분을 참지 못하여, 고려인 분장을 하고 고려 측과 몽골 사신 저고여가 만나기로 한 뒷산으로 가 매복했다. 저고여가 다가오자, 튀어나와 저고여를 피살시켰다. 이 때문에 외교가 끊어지고 의주성•인주성•철주성이 함락당했다.

### 몽골의 침입
몽골은 고려를 수 차례 침략한다. 이를 흔히 고려-몽골 전쟁이라 한다.

#### 몽골의 제1차 침입
몽골군은 마침내 귀주성에 이르렀다. 여기서 귀주성은 서북면 병마사 박서와 김경손의 결사대가 지키고 있었다. 10000명이 넘는 몽골군과 250명의 고려군의 이길 수 없는 싸움이었으나, 용감히 싸우고 무사히 성으로 돌아왔다. 그리하여 몽골은 다음과 같은 공격을 해왔다.
- 마차에 병사와 나무를 싣고 북문을 공격한다.
  - 이 방법으로 북문을 진격했으나, 몽골군이 마차에서 튀어나오는 순간 고려군은 뜨거운 쇳물을 부었다. 결국 몽골군은 참패했다.
- 땅굴을 판 후 성으로 밀입한다.
  - 역시 성 밑에 닿았으나, 이 때도 쇳물을 퍼붓자 몽골군은 패배했다.
- 북문에 돌을 실어 대포를 쏜다.
  - 좋은 방법이었으나, 성이 깨지지 않고 돌이 너무 작아 실패했다. 이에 맞서 고려군은 포차를 이용하여 커다란 돌을 대포로 쏘면서 맞서 싸우자, 몽골군은 되돌아 갔다.

- 고종의 항복

몽골군은 귀주성을 버리고 말머리를 돌려 다른 이외의 성을 함락시키고 개경을 포위했다. 결국 조정에서는 항복하고 말았고, 김경손은 작은 시위를 벌였으나 끝내 실패한다.
- 강화 천도

살리타이는 후퇴 전에 고려 내 몽골인 감시관인 다루가치를 설치했다. 다루가치는 이후 정치와 백성들, 심지어 조공까지 간섭했다. 최우는 이에 분노하고 수전에 약한 것을 믿고 강화 천도를 주장했다. 김세충•유승단이 이를 반대하자 왕 앞에서 시해하고 협박했다. 마침내 고종 19년(1232)에 강화도로 천도하고 10만명의 개경 백성들까지 강화도로 이주시켰다.

#### 몽골의 제2차 침입
- 1차 공격

1232년 살리타이가 제2차 침입을 했다. 그러고는 서경과 개경을 거쳐 용인을 진격했으나, 김윤후의 의병이 1차 공격을 막아 냈다.
- 2차 공격

몽골군은 다음날에 2차 공격을 시도했는데, 김윤후는 성 내 산에 매복하여 살리타이에게 활시위를 겨눴다. 결국 살리타이는 죽고, 몽골군은 후퇴했다. 이 공로로 김윤후는 섭랑장 벼슬로 승격되고 충주산성의 방호 별감으로 있으면서, 몽골군을 끈질기게 막아내어 대야성 이후 충주산성은 난공불락의 성으로 거듭난다.

#### 몽골의 제3차 침입
몽골군은 1235년에 경주까지 진격하여 황룡사 9층 목탑과 대구 부인사 초조대장경을 불태웠다.
- 팔만 대장경

1236년에 몽골에 항복하고 강화도에 대장 도감을 설치하고 '팔만 대장경'을 제작하기 시작했다. 부처의 힘으로 나무판에 경전을 한 자씩 새겨 마침내 16년만인 1251년에 완성되었다.
- 제1차 태자 거짓 입조

고려는 1239년 몽골로부터 태자를 입조하라는 명령을 받았으나, 처음에 왕족인 영녕공을 태자로 속이고 보냈다.

#### 몽골의 제4차 침입
개경 환도의 명령을 내렸으나, 몽골에겐 소득이 없었던 침입이었다.

## 최항 정권
고종 36년(1249), 최우가 병들어 아들 최항이 권력을 계승했다.

### 몽골의 침입

#### 몽골의 제5차 침입
1253년에 몽골은 5차 침입을 하여, 몽골에 의해 체포되거나 사망한 고려인은 10만명을 돌파했다.

#### 몽골의 제6차 침입
1254년 즈음 6차 침입을 하고, 고려의 피해는 전과 같았다.

## 최의 정권
고종 44년인 1257년 최항이 죽고 아들 최의가 권력을 쥔다. 그 해 또 다시 태자를 입조시키라는 명령을 받았으나, 거짓으로 입조시켰다.

### 몽골의 침입

#### 몽골의 제7차 침입
1257년에 몽골이 7차 침입을 했다. 1258년에 김준, 임연, 류경 등이 최의를 살해했고, 이로써 최씨정권이 끝났다. 그리고 이듬해인 1259년, 고려와 몽골은 왕의 출륙과 입조를 약속하고 태자 전(倎) 등 40여 명을 몽골에 보내고 강화도의 성을 헐게 하여 고려의 강화 태도에 확증을 보이니 28년간의 싸움 끝에 드디어 고려는 조건부 항복하였다.

## 같이 보기
- 대몽항쟁 평가
- 최씨정변
- 최충헌
- 최우
- 최항
- 최의
- 우봉 최씨
- 을사오적
- 연씨정권
- 막부